# Погорелка (Струго-Красненский район)
Погоре́лка — деревня в Струго-Красненском районе Псковской области России. Входит в состав сельского поселения «Марьинская волость». в 1918-24 гг. — центр Погорельского сельсовета.

## География
Находится на северо-востоке региона, в северо-западной части района, в лесной местности.
Уличная сеть не развита.

## История
В 1874 г. впервые значится пустошь Погорелка Гдовского уезда.
Согласно Закону Псковской области от 28 февраля 2005 года деревня Погорелка вошла в состав образованного муниципального образования Сиковицкая волость.
До апреля 2015 года деревня Погорелка входила в Сиковицкую волость.
В соответствии с Законом Псковской области от 30 марта 2015 года № 1508-ОЗ деревня Погорелка, вместе с другими селениями упраздненной Сиковицкой волости, вошла в состав образованного муниципального образования «Марьинская волость».

## Население
| 2001 | 2002 | 2010 | 2011 |
| ---- | ---- | ---- | ---- |
| 5    | ↗8   | ↘4   | ↘3   |

## Инфраструктура
В 1931-41 гг. и 1944-50 гг. — эстонский колхоз «Уус-Погорелка» («Красная Погорелка»), в 1950-57 гг. — центр укрупнённого колхоза «Красный партизан».
Погорельская эстонская школа I ступени (1927). Кузница (1948).
Почтовое отделение, обслуживающее д. Погорелка, — 181114; расположено в бывшем волостном центре д. Сиковицы.

## Транспорт
Просёлочные дороги.